# زغباوية عملاقة
الزغباوية العملاقة (الاسم العلمي: Leithiini) هي قبيلة من الثدييات تتبع فصيلة الزغبات من رتبة القوارض           .	

## أجناس الزغباوية العملاقة
- †زغبة عملاقة